# 箭括麻多智
箭括 麻多智（やはず の またち、生没年不詳）は古墳時代（6世紀前期）の豪族。常陸国（茨城県）行方郡の人。姓はなし。

## 記録
『常陸国風土記』に以下のような話が記録されている。
石村（いわれ）の玉穂の宮に大八洲（おおやしま）所馭（しろしめ）しし天皇（継体天皇）の世に、箭括の氏の麻多智が行方郡の郡衙の西の葦原を開発し、新田を切り開いたという伝承がある。その際に、夜刀神（蛇神）が群れをなして、仲間を引き連れて妨害をしたという。麻多智はこの夜刀神の所業に対して腹を立て、甲鎧をつけて、自ら仗（ほこ）を手にとって、この神々を打ち殺し、駆逐した。そして、山の入口に至り、標識として大きな杖を境界の堀に立てて、夜刀神に以下のように告げた。
「これより上は神の土地とすることを許そう。これより下は人の田としよう。今後、私は神の祝となって、永く敬い祭ってやろう。願わくは祟ることも、恨むこともしないで欲しい」
そう言って、その地に社を設けて、初めて夜刀神を祭ったという。それから耕田10町あまりを開発し、麻多智の子孫が継承して祭を行い、今日（風土記の時代）に至っている、という。

## 考証
この箭括の氏の名称はほかの書には見えず、矢集連などと同様に、弓矢などの武力と関係のある氏族と考えられる。
麻多智は杖で神域と人界との境界を区分けしているが、当時杖は土地占有を表示するものとして、神性・呪力を有するものと考えられていた。『播磨国風土記』には、伊和の大神が淡奈志というところに、「国を占め給ひし時、御志（みしるし）を此処に植（た）てき。遂に楡の木生ひたり」とある。
麻多智の伝承に記されている「古老の曰へらく」は、文脈上、その直前の「曽尼の駅」に付随していると想定されるので、麻多智の開墾した土地は、曽尼の駅（現在の茨城県行方市玉造の通称泉）の西方の長者平南側の谷津（天竜谷津）と考えられる。天竜谷津には夜刀神を祭る愛宕祠があり、祠のある天竜山の麓には、続く物語に登場する「椎井池」と思われる池が存在していた。
夜刀神は蛇そのものであり、蛇は祟りをなすものであるのと同様に、人に福をもたらすものと考えられてもおり、『日本書紀』の崇神天皇の三輪山神婚伝説などにもあるように、神なる蛇は人のもとへやってくる存在でもあった。また、「ヤト」は谷間の低湿地帯を意味し、蛇神が夜刀神と呼ばれるように、水神として信仰され、蛇そのものが神として認識されていた。そして、6世紀初頭の麻多智の段階では、蛇神を退治する一方で、その存在を認め、標を立てて神が人の上位に位置するのではなく、対等のものとして区別し、同時に祀られるべき存在として崇めることもしている。蛇神を殺しつつ、社を建てて祀った麻多智は、そのことによって耕作する土地を手にいれ、子孫の繁栄を見た、といえるのである。この意識が変貌するのは、この物語に続く、孝徳天皇の時代の壬生麻呂の話になってからである。